# Булдырев, Владимир Сергеевич
Владимир Сергеевич Булдырев (1929—2010) — советский и российский учёный, доктор физико-математических наук, профессор.
Автор более 120 научных работ, в том числе несколько монографий и учебных пособий по вопросам математической теории распространения волн и высокочастотной теории дифракции. Некоторые его работы были переведены на английский язык.

## Биография
Родился 4 июля 1929 года в городе Ленинграде в семье преподавателей.
В 1948 году поступил на физической факультет Ленинградского государственного университета (ныне Санкт-Петербургский государственный университет), который окончил с отличием в 1953 году и был оставлен работать в университете ассистентом вновь созданной кафедры высшей математики и математической физики. Дипломной работой Булдырева руководил профессор этой кафедры высшей математики Г. И. Петрашень.
В 1961 году защитил кандидатскую диссертацию, одним из результатов которой было доказательство бесконечно-гладкого включения нестационарного волнового поля в зоне геометрической тени; спустя два года избран доцентом кафедры. В 1969 году защитил докторскую диссертацию на тему «Метод эталонных задач в теории дифракции и распространения волн» и с 1972 года работал профессором кафедры высшей математики и математической физики. За время работы на кафедре Булдырев читал лекции по математическому анализу, теории функции комплексного переменного, математической физике, курсы «Асимптотические методы в теории обыкновенных дифференциальных уравнений», «Асимптотические методы в теории распространения волн» на физическом факультете, был лектором на многих всесоюзных школах по дифракции и распространению волн, проходивших в различных городах Советского Союза. Под его руководством защищено 5 докторских и 16 кандидатских работ. Ввел в научный обиход термин «волна Булдырева». Являлся членом специализированного ученого совета ЛГУ/СПбГУ по защите диссертаций по специальности «теоретическая и математическая физика».
В молодые годы увлекался альпинизмом и горным туризмом, имеет первый разряд по альпинизму. Многократный член команды «профессионалов» (ранее её капитан), выступающей вместе со студенческой командой «любителей» на ежегодном празднике физического факультета ЛГУ/СПбГУ «День физика» в «Кубке вызова».
Умер 5 апреля 2010 года. Был похоронен на Комаровском кладбище под Санкт-Петербургом.
Был женат на Аиде Андреевне Ковтун — профессоре кафедры физики Земли физического факультета ЛГУ. У них было двое сыновей, окончивших физический факультет ЛГУ/СПбГУ: Сергей (род. 22.06.1954), окончил кафедру высшей математики и математической физики, работал на кафедре вычислительной физики, специализировался на компьютерных методах в физике полимеров, затем в ряде европейских университетов и университетов США, в настоящее время профессор в Yeshiva University (Нью-Йорк); Алексей (род. 1969), окончил кафедру теоретической и прикладной спектроскопии, занимался предпринимательской деятельностью.

## Заслуги
- Университетская премия I степени (ЛГУ, 1967)
- Государственная премия СССР (1982, за цикл работ «Разработка асимптоматических методов теории распространения сейсмических волн и применение этих методов к расчёту динамических полей в геофизике»; совместно с А. С. Алексеевым, В. М. Бабичем, Г. И. Петрашенем, П. В. Крауклисом, Л. А. Молотковым, И. А. Молотковым, Т. Б. Яновской)[6].

## Монографии
- Асимптотические методы в задачах дифракции коротких волн (1972)
- Пространственно-временной лучевой метод. Линейные и нелинейные волны (1985)

## Учебные пособия
- Булдырев В. С., Павлов Б. С. Линейная алгебра и функции многих переменных. — Л.: Издательство ЛГУ, 1985.

## Редакция книг
Комаров И. В., Пономарёв Л. И., Славянов С. Ю. Сфероидальные и кулоновские сфероидальные функции / Под ред. В. С. Булдырева. — М.: Наука, 1976.